# Tomáš Zápotočný
Tomáš Zápotočný (Pribram, 13 de setembro de 1980) é um futebolista tcheco que atualmente joga no Beşiktaş JK, como defensor.